# Lamas (cráter)
Lamas es el nombre de un cráter de impacto en el planeta Marte situado a -27.3° Norte (hemisferio Sur) y -20.7° Oeste. El impacto causó un abertura de 23.2 kilómetros de diámetro en la superficie del planeta. El nombre fue aprobado en 1976 por la Unión Astronómica Internacional en honor a la comunidad peruana de Lamas.